# Morten Arnfred
Morten Arnfred, född 2 augusti 1945 i Frederiksberg, är en dansk regissör och manusförfattare som skrivit och regisserat flera framgångsrika danska TV-serier, bland andra Riket tillsammans med Lars von Trier.